# Arrenurus wardi
Arrenurus wardi är en kvalsterart som först beskrevs av Marshall 1940.  Arrenurus wardi ingår i släktet Arrenurus och familjen Arrenuridae. Inga underarter finns listade i Catalogue of Life.